# 谢尼约拉巴尔姆
谢尼约拉巴尔姆（法語：Cheignieu-la-Balme，法語發音：[ʃɛɲø la balm]）是法国东部安省的一个市镇，属于贝莱区。

## 地理
谢尼约拉巴尔姆（45°49'38"N, 5°36'28"E）面积6.26 平方千米，位于法国奥弗涅-罗讷-阿尔卑斯大区安省，该省份为法国东部省份，北起汝拉省，西北接索恩-卢瓦尔省，西接罗讷省和里昂大都会，南至伊泽尔省，东与萨瓦省、上萨瓦省和瑞士接壤。
与谢尼约拉巴尔姆接壤的市镇（或旧市镇、城区）包括：拉比尔邦什、孔特勒沃、伊尼蒙、奥尔多纳兹、罗西永、大维里约、沙泽-邦。

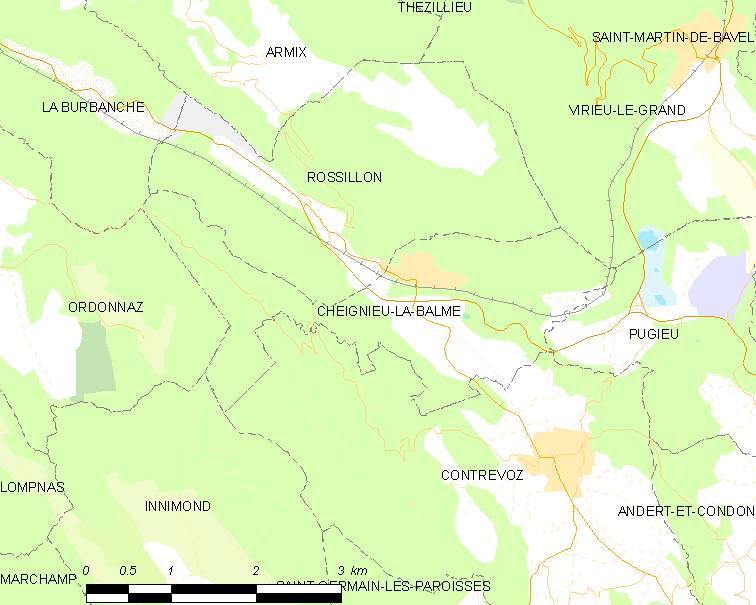
谢尼约拉巴尔姆的OSM定位图

谢尼约拉巴尔姆的时区为UTC+01:00、UTC+02:00（夏令时）。

## 行政
谢尼约拉巴尔姆的邮政编码为01510，INSEE市镇编码为01100。

## 政治
谢尼约拉巴尔姆所属的省级选区为贝莱县。

## 人口

1962-2008年间谢尼约拉巴尔姆人口变化图示

谢尼约拉巴尔姆于2022年1月1日时的人口数量为130人。